# جیریسان (تونگ‌یونگ)
جیریسان (به لاتین: Jirisan) یک کوه در کره جنوبی است که در Gyeongsangnam-do, South Korea واقع شده‌است. جیریسان ۳۹۸ متر بالاتر از سطح دریا واقع شده‌است.